# Денисенко Олексій Іванович
Олексій Іванович Денисенко (24 жовтня 1911, місто Єлизаветград Херсонської губернії, тепер місто Кропивницький — ?) — український радянський і компартійний діяч, депутат Верховної Ради СРСР 4—6-го скликань. Член ЦК КПУ в 1952—1966 р.

## Життєпис
Народився в родині робітника. У 1929 році закінчив фабрично-заводську школу при заводі «Червона зірка» в місті Зінов'ївську (тепер місто Кропивницький). З 1929 року працював ливарником на місцевому заводі. У 1930—1931 роках — служба в Червоній армії.
Член ВКП(б) з 1931 року.
У 1931—1932 роках — студент Ленінградського хіміко-технологічного інституту. У 1932—1935 роках — секретар партійної організації заводу «Червоний Жовтень» у місті Зінов'ївськ (Кірово). У 1935—1937 роках — студент Харківського комуністичного сільськогосподарського університету імені Артема.
З 1937 року — на керівній партійній і радянській роботі. До 1942 року працював завідувачем відділу пропаганди і агітації Ізюмського районного комітету КП(б)У, 2-м і 1-м секретарем Ізюмського районного комітету КП(б)У Харківської області.
У 1942—1943 роках — уповноважений Військової ради Донського, Південно-Західного фронту. Учасник німецько-радянської війни.
У лютому 1944 — серпні 1946 року — секретар Кам'янець-Подільського обласного комітету КП(б)У по кадрах. У серпні 1946 — січні 1948 року — 2-й секретар Кам'янець-Подільського обласного комітету КП(б)У.
У січні 1948 — вересні 1949 року — голова виконавчого комітету Кам'янець-Подільської обласної Ради депутатів трудящих.
У вересні 1949—1952 роках — слухач Київської Вищої партійної школи при ЦК КП(б)У.
З липня до вересня 1952 року — інспектор ЦК КП(б)У.
У вересні 1952 — 7 січня 1966 року — 1-й секретар Ровенського обласного комітету КПУ.
Одночасно з червня 1958 року — член Військової ради 13-ї армії Прикарпатського військового округу.
У листопаді 1965 — травні 1967 року — заступник міністра м'ясної і молочної промисловості Української РСР із кадрової роботи.
5 травня 1967 — 22 жовтня 1976 року — голова Державного комітету Ради Міністрів Української РСР по використанню трудових резервів.
З 1976 року — на пенсії.

## Нагороди
- орден Леніна (26.02.1958)
- два ордени Трудового Червоного Прапора (23.01.1948, 25.10.1961)
- орден «Знак Пошани» (14.09.1945)
- орден Вітчизняної війни ІІ ст. (1945)
- медаль «За трудову доблесть» (1959)
- медалі